# Pachymelus claviger
Pachymelus claviger är en biart som beskrevs av Raymond Benoist 1962. Pachymelus claviger ingår i släktet Pachymelus och familjen långtungebin. Inga underarter finns listade i Catalogue of Life.